# Archis, Tavush
Archis là một đô thị thuộc tỉnh Tavush, Armenia. Dân số ước tính năm 2011 là 1072 người.